# Pouso Alegre (gemeente)
Pouso Alegre is een gemeente in de Braziliaanse deelstaat Minas Gerais. De gemeente telt 152.549 inwoners (schatting 2020).

## Aangrenzende gemeenten
De gemeente grenst aan Borda da Mata, Cachoeira de Minas, Congonhal, Espírito Santo do Dourado, Estiva, Santa Rita do Sapucaí, São Sebastião da Bela Vista en Silvianópolis.